# Aeroportul Wakunai
Aeroportul Wakunai (IATA: WKN, ICAO: AYWQ) este un aeroport din Papua Noua Guinee.
Situat la o altitudine de 4 m, aeroportul dispune de o singură pistă.